# Randy White
Randall „Randy“ Lee White (* 15. Januar 1953 in Pittsburgh, Pennsylvania) ist ein ehemaliger US-amerikanischer American-Football-Spieler. Er spielte in der National Football League (NFL) bei den Dallas Cowboys.

## Spielerlaufbahn

### Collegekarriere
Randy White wurde als Sohn von Guy und LaVerne White geboren. Er war der Älteste von drei Brüdern, besuchte in Wilmington, Delaware die High School und spielte in der dortigen Footballmannschaft als Fullback. Von 1972 bis 1974 studierte er an der University of Maryland und wurde vom Trainer der Footballmannschaft des Colleges zum Defensive Tackle umgeschult. Im Jahr 1973 konnte er mit seinem Team in den Peach Bowl einziehen. Das Spiel ging gegen die University of Georgia mit 17:16 verloren. Im folgenden Jahr gewann seine Collegemannschaft die Atlantic Coast Conference und zog in den Liberty Bowl ein. Auch dieses Spiel konnte White mit seiner Mannschaft nicht gewinnen. Die University of Tennessee setzte sich mit 7:3 durch. 
White wurde zweimal zum All-American gewählt. 1974 gewann er die Wahl zum besten Defensive-Line-Spieler im Collegefootball. Ferner erhielt er die Outland Trophy und den Lombardi Award.

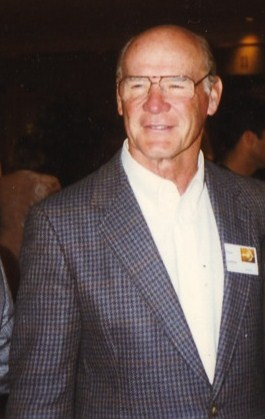
Tom Landry

### Profikarriere
Randy White wurde 1975 von den Dallas Cowboys in der ersten Runde an zweiter Stelle gedraftet. Die Cowboys wurden von Tom Landry trainiert, der als Experte für Abwehrstrategien galt. Die Defense der Cowboys gehörten zur besten in der NFL. Die Defense der Cowboys wurde unter anderem von dem Mitglied in der Pro Football Hall of Fame Ernie Stautner betreut, der zuvor als Defensive Tackle bei den Pittsburgh Steelers aktiv war. In ihr befanden sich All-Star-Spieler, wie Ed „Too Tall“ Jones, Rayfield Wright, Mel Renfro oder Cliff Harris. In seinen ersten beiden Spieljahren kam er nur einmal als Starter zum Einsatz. 1975, im Rookiejahr von White, konnten die Cowboys in den Super Bowl einziehen, wo sie sich allerdings den Pittsburgh Steelers mit 21:17 geschlagen geben mussten. Ab der Saison 1977 konnte sich White als Starter bei den Cowboys etablieren. Im gleichen Jahr zog er mit der Mannschaft aus Dallas in den Super Bowl XII ein. Im Super Bowl konnten die Denver Broncos mit 27:10 geschlagen werden. White zeigte dabei ein überragendes Spiel. Er konnte den gegnerischen Quarterback immer wieder unter Druck setzen und zu Fehlern zwingen. Dabei gelang es ihm einmal den Spielmacher der Broncos hinter der Line of Scrimmage zu Fall zu bringen. Zusammen mit seinem Mitspieler Harvey Martin wurde er aufgrund seiner Leistungen zum Super Bowl MVP gewählt. 

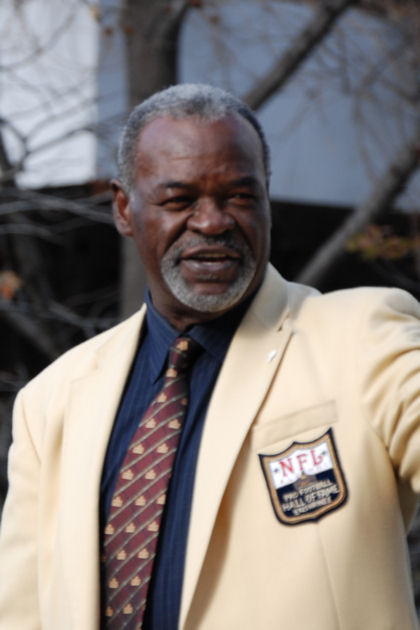
Rayfield Wright

Das Jahr 1978 war das statistisch beste Spieljahr für White. Es gelangen ihm in diesem Jahr 126 Tackles und 16 Sacks (inoffizielle Zahl, Sacks werden erst ab 1982 offiziell statistisch erfasst). Im gleichen Jahr konnte er mit den Cowboys nochmals in den Super Bowl einziehen. Erneut konnten sich allerdings in dem Meisterschaftsspiel die Steelers gegen die Cowboys durchsetzen und mit 35:31 gewinnen. Auch in diesem Spiel gelang White ein Sack. 
Obwohl in den nachfolgenden Jahren die Cowboys immer wieder in die Play-offs einziehen konnten, blieb ihnen die Teilnahme an einem weiteren Super Bowl während der Laufbahn von White verwehrt. Wie sein langjähriger Trainer Tom Landry zog sich White 1988 vom Footballsport zurück.

## Ehrungen
White spielte neunmal im Pro Bowl, dem Abschlussspiel der besten Spieler einer Saison. Neunmal wurde er zum All-Pro gewählt. Er ist Mitglied im NFL 1980s All-Decade Team, in der Pro Football Hall of Fame, in der Texas Sports Hall of Fame, in der College Football Hall of Fame, in der Hall of Fame seines Colleges und ist auf dem Dallas Cowboys Ring of Honor verewigt. Sein Spitzname "Manster" ist ein Synonym für seine kraftvolle Spielweise und entstand aus einer Zusammensetzung von "Man" und "Monster".

## Nach der Laufbahn
Randy White betrieb bis 2014 in Frisco, Texas ein Restaurant. Er ist verheiratet und hat eine Tochter. 